# Санти-
санти- (с) — префікс системи SI, що означає множник 10−2 ({\displaystyle {\frac {1}{100}}}).
Префікс затверджено 1795 року. Походить від латинського слова centum — сто. Позначається рядковою буквою ес (в українській мові) або латинською буквою  це, тобто с або c (відповідно), наприклад: 1 сантиметр — 1 см або 1 cm.
В українській мові використовується тільки для позначення сотої частки метра — сантиметр.